# Lafatscher Joch
Lafatscher Joch är ett bergspass i Österrike.   Det ligger i distriktet Innsbruck-Land och förbundslandet Tyrolen, i den västra delen av landet, 400 km väster om huvudstaden Wien. Lafatscher Joch ligger 2 076 meter över havet.
Terrängen runt Lafatscher Joch är mycket bergig. Runt Lafatscher Joch är det ganska tätbefolkat, med 80 invånare per kvadratkilometer.. Närmaste större samhälle är Innsbruck, 10,6 km sydväst om Lafatscher Joch. 
I omgivningarna runt Lafatscher Joch växer i huvudsak blandskog.